# Lundbergstjärnen, Jämtland
Lundbergstjärnen är en sjö i Östersunds kommun i Jämtland och ingår i Indalsälvens huvudavrinningsområde.